# Ying (Chu)
Pour les articles homonymes, voir Ying.

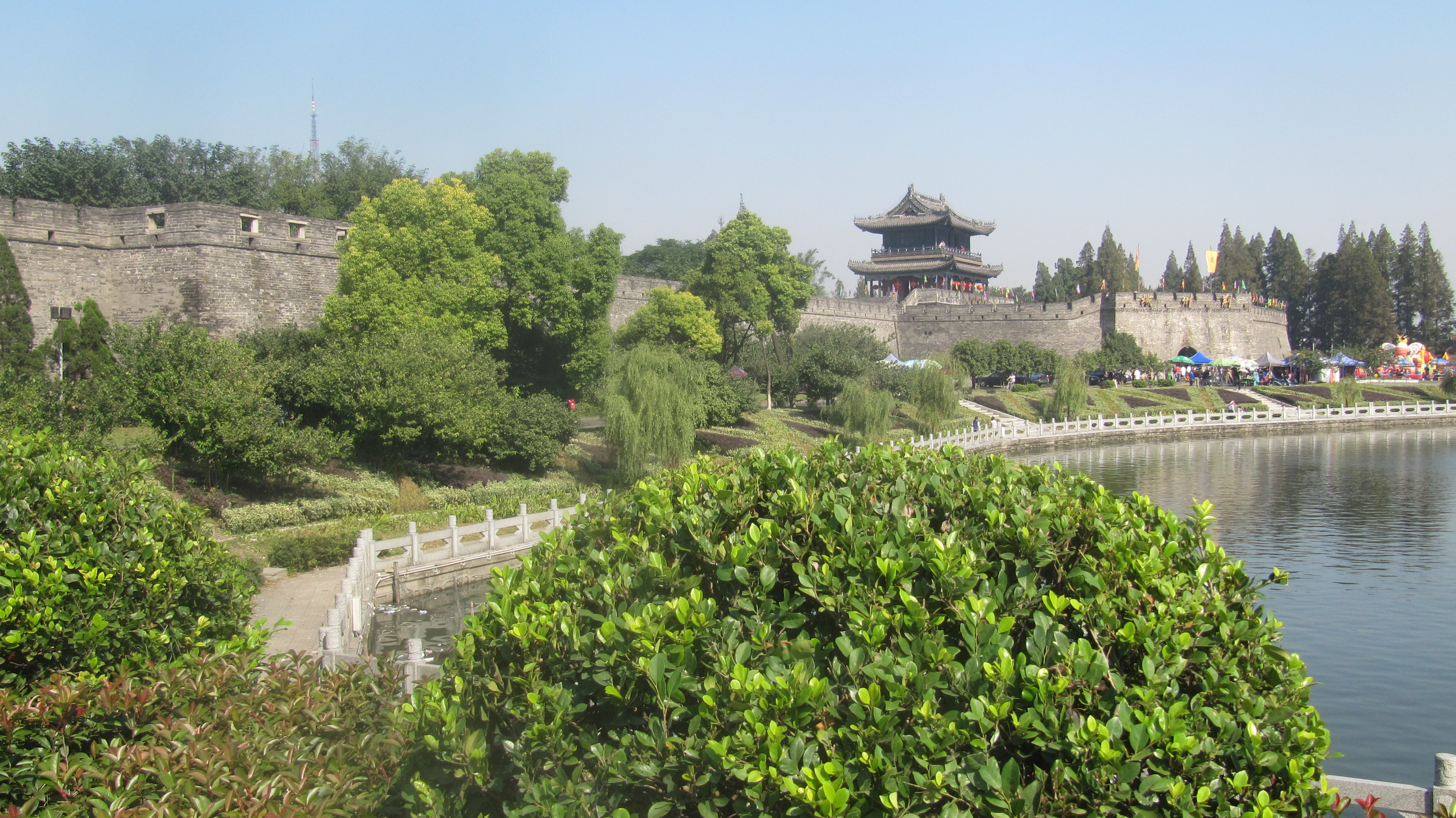
Ancienne muraille de Jingzhou, correspondant au probable emplacement de Ying (province de Hubei, Chine)

Ying (chinois : 郢, Yǐng) est la capitale de l'État de Chu pendant la Période des Printemps et Automnes et celle des Royaumes Combattants de l'histoire de la Chine.
Lors de la fondation du Chu, la capitale de l'État est située à Danyang, près de l'actuel Xian de Xichuan dans la province du Henan. Après un certain nombre de batailles avec les États voisins, la capitale de Chu est déplacée à Ying, près de l'actuelle ville de Jingzhou, dans la plaine de Jianghan, dans la partie occidentale de la province du Hubei. 

## Date de la relocalisation
Il existe quatre théories distinctes concernant la date à laquelle la relocalisation de la capitale du Chu a Ying a eu lieu :
- La première théorie veut que le roi Wu de Chu ait déplacé la capitale de Danyang vers Ying en 706 av. J.-C.[1]. Elle est exposée par Song Xiangfeng (chinois : 宋翔风), un historien de la dynastie Qing, dans son ouvrage Dynastic records • Research on relocation of Chu Yuxiong’s residence at Danyang to Ying by King Wu (chinois : 过庭录•楚鬻熊居丹阳武王徙郢考). Il déduit la date du changement de capitale du déroulement des guerres du roi Wu avec les États de Sui et de Yun. Song affirme qu'en raison des guerres qui se déroulaient a proximité de l'ancienne capitale et du début de son règne sur les Han de l'Est, le roi Wu a été forcé de déménager. Aujourd'hui, de nombreux historiens considèrent que cette théorie est dépassée et elle a peu d'adeptes.
- La seconde théorie veut que la relocalisation de la capitale ait eu lieu entre 703 et 699 av. J.-C.[1]. Cette théorie est défendue par l'historien Shi Quan dans son ouvrage Movement date of the Chu capital[2]. Pour arriver a cette datation, il utilise plusieurs chroniques historiques chinoises. En premier, le Zuo Zhuan, plus précisément la partie concernant la 13e année du règne duc Huan de Lu : "Le Mo'Ao (莫敖)[3] a été pendu à Huangyu (荒谷)[4], l'armée était prisonnière à Yefu (冶父) en attente de punition". Il s'appuie aussi sur le commentaire du Livre des Han de Liu Zhao (chinois : 刘昭), dans lequel il est indiqué que "Plus de trois lǐ à l'est de Jiangling se trouvent trois lacs et une rivière appelée Changyu (chinois : 苌谷). Au nord-ouest, il y a une petite ville appelée Yefu (chinois : 冶父)". Enfin, le chapitre sur les inondations du Commentaire sur le Classique de l'Eau (en) (chinois : 水经注) indique qu'au nord-ouest de Jiangling se trouve la ville de Jinan (chinois : 纪南城)  avec ses trois lacs et sa rivière et celle de Huangyu (chinois : 荒谷) à l'est. Ces sources sont utilisées pour justifier le déplacement antérieur vers Ying, mais aucune d'entre elles ne mentionne la ville par son nom, ce qui rend cette théorie peu plausible.
- La troisième théorie veut que la capitale ait été déplacée en 689 avant J.-C., pendant la première année du règne du roi Wen de Chu. Selon le volume 40 du Shiji, consacré a la Maison royale de Chu : "Xiong Zi (熊赀), le roi Wen de Chu installa la capitale à Ying[5]." L'historien chinois Fan Wenlan écrit dans son Histoire narrative de la Chine (中国通史) : "Au cours des premières étapes de la dynastie des Zhou de l'Est, Chu était un grand et puissant État. En 704 av. J.-C., Xiong Tong (熊通) s'est proclamé roi Wu de Chu et son fils le roi Wen a déplacé la capitale à Ying, à environ 1000 lǐ (de l'ancienne) ". Ce point de vue soutient la théorie selon laquelle c'est le roi Wen qui a déplacé la capitale.
- La dernière théorie suggère que le déménagement à Ying a lieu en 690 av. J.-C., lors de la mort du roi Wu et de l'arrivée au pouvoir du roi Wen de Chu. Selon le chapitre du Zuo Zhuan consacré à la 11ème année du règne du Duc Huan de Lu : "L'armée de l'Etat de Yun était à Pusao (蒲骚/蒲騷) avec les armées des Etats de Sui, Jiao (绞国/绞國), Zhou et Liao prêtes à attaquer le Chu. Qu Xia (屈瑕), le Mo'Ao du Chu,  était à la périphérie de Ying". Cependant, à cette époque, Ying n'est qu'un poste de commandement sur le front du conflit entre le Chu et ses voisins et n'est pas encore devenu la capitale. En effet, dans le chapitre du Zuo Zhuan consacré à la 4e année du règne du Duc Zhuang de Lu, il est indiqué que le Roi Wu est mort à l'âge de 51 ans, en 689 av. J.-C., lors d'une expédition punitive dans l'Etat de Sui. Les hommes de Chu et de Sui ont alors traversé le fleuve Han à Jiangyou (chinois : 江油) pour organiser les funérailles du roi. Comme Ying est tout près, c'est probablement là que se sont déroulées les funérailles. Le roi Wen est monté sur le trône quelques mois après la mort de son père, et Ying est devenue la capitale de Chu.

Ce que l'on peut retenir de ces quatre théories, c'est qu'au final elles ne diffèrent pas beaucoup dans leur datation du déplacement, qui aurait donc eu lieu fin VIIIe - début  VIIe siècle av. J.-C.. Selon les différentes chroniques chinoises, Ying reste la capitale de Chu depuis sa création jusqu'en 278 av. J.-C., soit la 21e année du règne du roi Qingxiang de Chu; date a laquelle une attaque d'une armée de l'État de Qin, dirigée par le général Bai Qi, force le roi à déplacer la capitale dans la ville de Chen. Sans compter la courte période durant laquelle Ying redevient capitale durant le règne du roi Zhao de Chu (515-489 av. J.-C.), Ying a servi de capitale de Chu pendant plus de 400 ans.

## Localisation
Selon l'historien Shi Quan (chinois : 石泉), Ying était situé au même endroit que la ville de Jiangling de l'époque des dynasties Qin et Han, entre les rivières Ju (chinois : 沮) et Zhang (chinois : 漳); ce qui correspond actuellement à la ville de Jingzhou. Il affirme en outre que la ville se trouvait dans le cours inférieur du bassin de l'actuel fleuve Man (chinois : 蛮河), à l'ouest du fleuve Han, là ou se trouvent actuellement les ruines de Chuhuangcheng (chinois : 楚皇城), à l'ouest de la ville de Yicheng, Hubei.
L'historien Zhang Zhengming soutient que le roi Wen a fondé la ville de Ying et que celle-ci était située dans les limites de l'actuelle ville de Yicheng. En 506 avant J.-C., l'État de Wu envahi le Chu et détruit Ying, forçant le roi Zhao de Chu a fuir, avant de revenir dans la ville sans pour autant qu'un armistice n'ai été déclaré entre les deux états. Après une nouvelle attaque du Wu en 504 de notre ère, le roi déplace la capitale à Ruo, ce qui correspond actuellement a une zone située au sud de la ville de Yicheng. Cette cité correspond à l'ancienne capitale de l'ancien État éponyme de Ruo, qui était situé à la frontière entre le Chu et l'état de Qin. Après son annexion par le Chu les habitants ont continué à appeler Ying. Quelques années plus tard, le roi Zhao déplace a nouveau sa capitale, cette fois à Jiangling,au Hubei, qui est également connu sous le nom de Jinan (紀南) ou Jinancheng (紀南城).
Entre les règnes du roi Xuan de Chu (369-340 av. J.-C.) et du roi Qingxiang de Chu (298-263 av. J.-C.), l'état de Chu a eu une autre capitale temporaire, portant également le nom de Ying. 
Ying occupait un emplacement stratégique avec Yunmeng à l'est, Ewuba (扼巫巴) à l'ouest, l'accès à la plaine de Chine centrale au nord et le fleuve Yangtze lui servant de protection naturelle au sud.

## Impact historique de Ying
Bien que la puissance du roi Wu de Chu ait été ébranlée par l'État de Han lorsqu'il a attaqué l'arrière-pays autour de la plaine de Jiangyan, le déplacement de la capitale du roi Wen à Ying lui permet de poursuivre la stratégie militaire de son père.
Le roi Wen contrôle déjà la plaine de Jiangyan avant de déplacer sa capitale, et il a ensuite envoyé ses armées vers le nord dans le cadre de son plan pour prendre le contrôle de la Chine. À cette époque, il exerce également une influence sur la région située à l'est de l'État de Han et attaque ensuite le nord dudit État, ce qui lui donne le contrôle de la plaine de Chine centrale.
En 688 avant J.-C., le roi Wen anéanti les États de Shen et de Deng, et c'est l'ancienne capitale de Shen à Nanyang, dans le Henan, qui devient le centre névralgique de son royaume.